# بالي مومبا
بالي مومبا (بالإنجليزية: Bali Mumba)‏ هو لاعب كرة قدم بريطاني في مركز الوسط، ولد في 1 أكتوبر 2001 في ساوث شيلدز ‏ في المملكة المتحدة. لعب مع نادي سندرلاند.

## وصلات خارجية
- بالي مومبا على موقع قاعدة بيانات كرة القدم.إي يو (الإنجليزية)
- بالي مومبا على موقع Soccerbase.com (لاعب) (الإنجليزية)
- بالي مومبا على موقع Soccerway.com (الإنجليزية)
- بالي مومبا على موقع عالم كرة القدم.نت (الإنجليزية)